# Reseda glauca
Reseda glauca es una especie de planta de la familia de las resedáceas.

## Descripción
Es una planta perenne. Multicaule y glauca. Alcanza un tamaño de hasta de 15-35 cm de altura, ascendente, escasamente ramificadas desde la base, glabros. Las hojas 15-40 × 1-2,5 mm, alternas, lineares, mucronuladas, subenteras —algunas con 1-(2) pares de apéndices blanquecinos hacia la base—, glabras, glaucas. Inflorescencia racemosa, densa, estrecha —de 0,5-1 cm de ancho—; brácteas 1-2 mm, persistentes, triangulares, de margen escarioso, entero, glabras; pedicelos florales 0,5-1 mm, los fructíferos 2-3 mm, algo mayores. Sépalos (5)6(7), de 1-2 mm, persistentes, ovados, agudos, de estrecho margen escarioso, entero, glabros. Pétalos (5)6(7), de 3-5 mm, blanquecinos, que amarillean en la desecación; los superiores, unguiculados, con uña de longitud 1/4-1/5 de la del pétalo, obovada, separada del limbo por una membrana transversal, y limbo triangular, con 3-5 lóbulos; pétalos laterales e inferiores, no unguiculados, linear-lanceolados, raramente con 2-3 lóbulos. Estambres 13-14, más cortos que los pétalos; filamentos persistentes, glabros; anteras 0,5(0,7) mm, suborbiculares, amarillas. El fruto en forma de cápsula de 3-4 × 4-5 mm, erecta, estipitada, subglobosa, con surcos profundos en la zona placentaria, umbilicada en el ápice y con 4 dientes erectos, glabra. Semillas de 1 mm, reniformes, de un marrón obscuro a negruzcas, lisas, mates; testa teselada, de teselas lobuladas y ruguladas, con algunas papilas en la zona del pliegue.

## Distribución y hábitat
Se encuentra en  la península ibérica, en fisuras, gleras, pedregales, preferentemente en rocas calizas, más rara en las silíceas; a una altitud de 850- 2500 metros, en los Pirineos centrales y orientales y Cordillera Cantábrica –desde los Picos de Europa al puerto de San Isidro.

## Taxonomía
Reseda glauca fue descrita por Carlos Linneo y publicado en Species Plantarum: 449, en el año 1753.
Citología
Número de cromosomas de Reseda glauca (Fam. Resedaceae) y táxones infraespecíficos: 
2n=28
Sinonimia
- Luteola glauca Webb
- Tereianthes glauca Raf.[4]